# Brookula turbinata
Brookula turbinata is een slakkensoort, de plaatst in een familie is onzeker. De wetenschappelijke naam van de soort is voor het eerst geldig gepubliceerd in 1954 door Laseron.